# 許崇灝
許 崇灝（きょ すうこう）は、中華民国の軍人・政治家。革命派軍人として孫文（孫中山）を支持して戦い、国民政府成立前後からは政治家に転じた。字は公武。中山大学校長などをつとめた教育者許崇清の兄で、中国国民党の元老許崇智の従兄である。

## 事跡

### 革命派の軍人
江南（南京）陸師学堂を卒業。1911年（宣統3年）10月に辛亥革命が勃発すると、鎮江での革命派蜂起に参加し、鎮軍都督府参謀長兼第1支隊長となった。続いて南京攻略に加わり、攻略後には南京臨時警備司令に任ぜられた。まもなく北伐軍兵站総監も兼ねている。南京に中華民国臨時政府が成立すると、南京衛戍総都督府監察処処長に任ぜられた。北京遷都後は、南京留守警備局局長となった。
1913年（民国2年）の第二革命（二次革命）では、革命派の江蘇討袁軍総司令部主任参謀をつとめたが、敗北している。1915年（民国4年）末からの護国戦争では、両広護国軍司令部高級参謀兼護国軍第1独立旅司令部参謀長兼第17団団長をつとめた。1917年（民国6年）、陝西省に赴き全省警備総司令部総参議となる。まもなく南方に引き返し、1918年（民国7年）、粤桂滇北伐聯軍兵站総監兼粤漢鉄路監督となる。以後、総理粤漢鉄路事宜、粤漢鉄路を歴任して、数年にわたり同鉄路の防衛・管理を担当した。

### 政治家への転向、晩年
1922年（民国11年）6月、陳炯明がクーデターを起こすと、これに反撃を図る孫文（孫中山）により、許崇灝は東路討賊軍警備司令に任ぜられた。1923年（民国12年）、許崇灝は黄埔軍官学校創設を孫文に提言している。1924年（民国13年）1月、広東省財政委員会委員に任ぜられ、まもなく広東全省沙田清理処処長に移った。1925年（民国14年）6月、再び粤漢鉄路の管理を担当し、後に粤軍総司令部顧問となっている。
国民政府の北伐が完了する直前頃に、許崇灝は軍人の職務を離れ、以後、政治家として活動することになる。1928年（民国17年）、広東省党務指導委員会秘書に任ぜられ、同年11月、考試院秘書に転じた。その翌月に両粤賑災委員会委員に任ぜられている。1929年（民国18年）12月に考試院秘書長代理となり、1932年（民国21年）12月から1942年（民国31年）12月まで同院秘書長をつとめた。その後は、国民政府顧問や考試院院部顧問官などを歴任している。中華人民共和国成立後も許崇灝は大陸に留まり、1956年1月には上海文史館館員となった。1957年、死去。享年77。

## 著作
- 『青年訓練教範』
- 『戦術応用作業之参考』
- 『中国政利概要』
- 『伊斯蘭教志略』
- 『新疆志略』
- 『新疆簡史』